# Чемпионат Болгарии по тяжёлой атлетике 1958
Чемпионат Болгарии по тяжёлой атлетике 1958 года прошёл с 31 мая по 1 июня в Русе. Атлеты были разделены на 7 весовых категорий и соревновались в троеборье (жим, рывок и толчок).

## Медалисты
| Категория   | Золото                               | Золото   | Серебро                        | Серебро  | Бронза                         | Бронза   |
| До 56 кг    | Здравко Коев «Академик» София        | 285 кг   | Васил Петков Пловдив           | 277,5 кг | Стоян Петков «Локомотив» София | 275 кг   |
| До 60 кг    | Илия Николов «Локомотив» София       | 322,5 кг | Кирил Янков «Академик» София   | 305 кг   | Иван Трингов Пловдив           | 280 кг   |
| До 67,5 кг  | Иван Абаджиев Коларовград            | 327,5 кг | Славчо Канелов Коларовград     | 315 кг   | Никола Колев Тырново           | 287,5 кг |
| До 75 кг    | Михаил Абаджиев «Академик» София     | 367,5 кг | Иван Дилов Плевен              | 350 кг   | Павел Тодоров «Академик» София | 335 кг   |
| До 82,5 кг  | Владимир Савов «Локомотив» София     | 370 кг   | Димитр Гюрков «Академик» София | 352,5 кг | Пётр Тачев «Академик» София    | 345 кг   |
| До 90 кг    | Александр Бачийский «Академик» София | 335 кг   | Андрей Иванов Пловдив          | 292,5 кг | Иван Иванов Тырново            | 275 кг   |
| Свыше 90 кг | Иван Веселинов Пловдив               | 425 кг   | Огнян Лиров София              | 342,5 кг | Христо Крыстев Тырново         | 285 кг   |